# Bodegraven-Reeuwijk

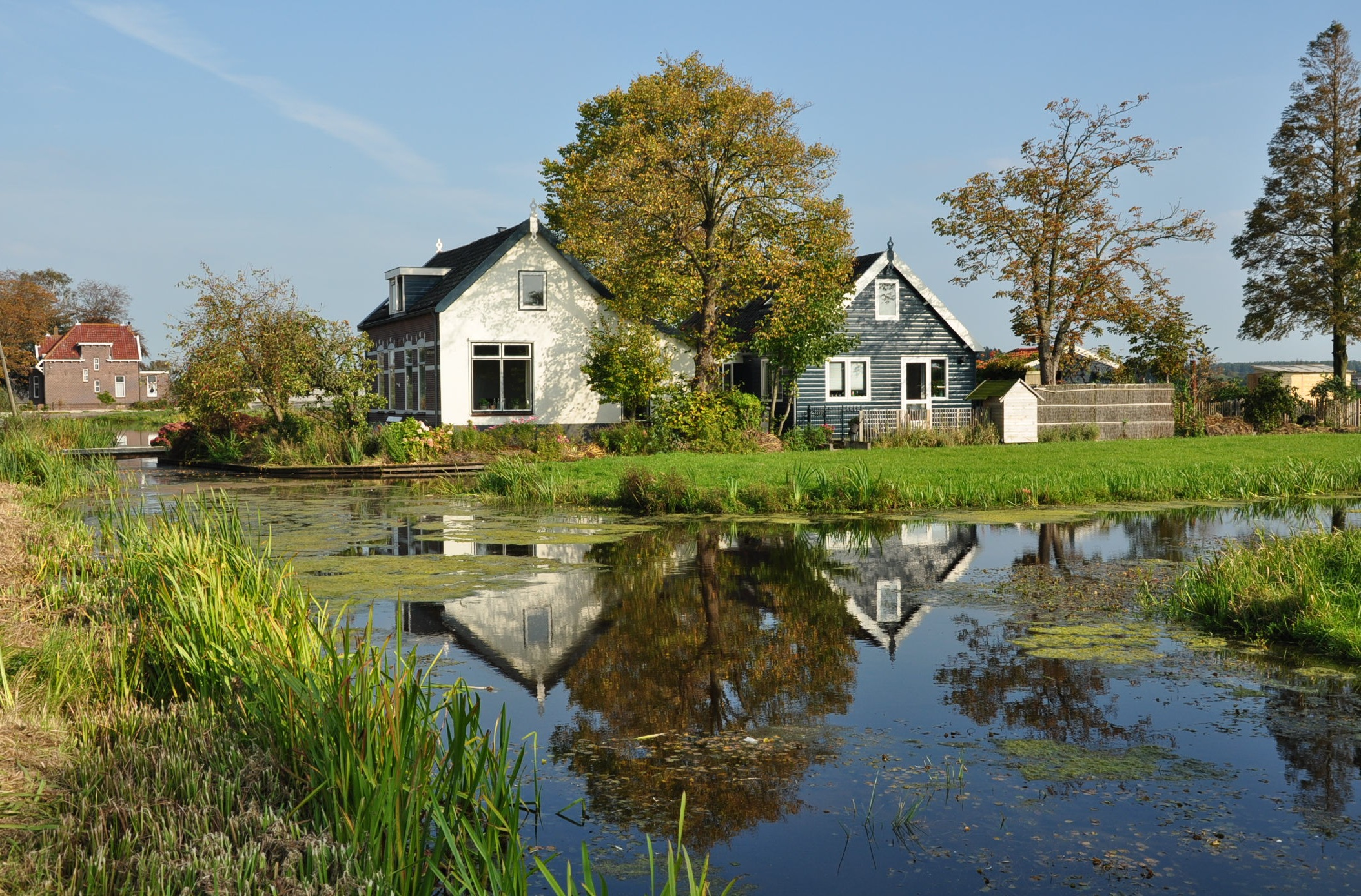
Från byn Tempel.

Bodegraven-Reeuwijks läge

Bodegraven-Reeuwijk är en kommun i provinsen Zuid-Holland i Nederländerna. Kommunens totala area är 88,64 km² (där 12,95 km² är vatten) och invånarantalet är på 33 744 invånare (2017).